# Bentley 3 Litre
Ne doit pas être confondu avec Bentley 3½ Litre.
La Bentley 3 Litre est une sportive de luxe construite entre 1921 et 1928 ; elle est le premier modèle développé par le constructeur automobile britannique Bentley, fondé deux ans auparavant par Walter Owen Bentley. Fabriquée avec rigueur et endurante en course, la 3 Litre séduit rapidement une clientèle fortunée constituée entre autres de gentlemen drivers.
C’est ainsi que le Canadien John Duff en acquiert une et l’aligne au départ de la 2e édition des 24 Heures du Mans 1924, course d’endurance se déroulant sur 24 heures sur le circuit de la Sarthe. En duo avec le Britannique Frank Clement, Duff remporte l’épreuve, ce qui convainc le fondateur de Bentley de créer une écurie de course ; la 3 Litre signe ainsi aux 24 Heures du Mans 1924 la première victoire de Bentley en compétition automobile.

## Contexte et développement
Fabriquée avec les meilleurs matériaux, à l’image des pistons de son moteur réalisés en aluminium – une première dans l’industrie automobile britannique –, la Bentley 3 Litre est une automobile chère pour son époque.

## Technique
Le moteur de la Bentley 3 Litre est un moteur essence atmosphérique à 4 cylindres en ligne d’une cylindrée de 2 996 cm3 (course/alésage de 80 mm x 149 mm) – d’où son nom – alimenté en carburant par deux carburateurs SU, puis en 1924, par un seul carburateur Smith. Le bloc-cylindres et la culasse ont été fondus d’une seule pièce pour éviter les fuites au niveau du joint de culasse. Disposant d’une très longue course (le rapport course-alésage est de 149 mm x 80 mm), le moteur tourne lentement mais fournit en contrepartie un couple important, notamment à bas régime.
La distribution est pour sa part réalisée par un simple arbre à cames actionnant quatre soupapes par cylindre, à une époque où la plupart des automobiles n’en utilisent que deux. Finalement, le moteur de la 3 Litre développe une puissance maximale entre 80 et 85 ch atteinte à 3 500 tr/min,.

## Variantes
Les Bentley 3 Litre ont été déclinées en trois principales variantes dénommées par la couleur utilisée sur le badge de leur radiateur :
Blue label
La 3 Litre Blue label (« Badge bleu ») est le modèle standard, d’un empattement de 2 985 mm ; une version longue, de 3 302 mm, est proposée à partir de 1923 ;
Red label
La 3 Litre Red label (« Badge rouge ») est une version plus puissante grâce à un taux de compression du moteur porté à 5,3:1 ; disponible à partir de 1924, l’empattement est de 2 985 mm ;
Green label
La 3 Litre Green label (« Badge vert ») est une version encore plus performante puisque le taux de compression est désormais de 6,3:1 ; construite à partir de 1924, l’empattement n’est que de seulement 2 743 mm.

## Résultats sportifs
| Année | Épreuve           | Position | Pilotes                       | Équipe              | Modèle                      |
| ----- | ----------------- | -------- | ----------------------------- | ------------------- | --------------------------- |
| 1924  | 24 Heures du Mans | 1er      | John Duff Frank Clement       | Duff & Aldington    | Bentley 3 Litre Sport       |
| 1927  | 24 Heures du Mans | 1er      | Dudley Benjafield Sammy Davis | Bentley Motors Ltd. | Bentley 3 Litre Super Sport |

## Épilogue
La 3 Litre est produite pendant sept ans, de 1921 à 1928, en trois longueurs de châssis différentes. Deux déclinaisons sportives, dénommées « Sport » et « Super Sport », destinées à une utilisation plus sportive, sont également développées. Finalement, ce sont 1 619 exemplaires (765 versions classiques et 513 versions sportives) qui seront vendues.